# Vosmaeria crustacea
Vosmaeria crustacea är en svampdjursart som beskrevs av Robert Fredric Fredrik Fristedt 1885. Enligt Catalogue of Life ingår Vosmaeria crustacea i släktet Vosmaeria och familjen Halichondriidae, men enligt Dyntaxa är tillhörigheten istället släktet Vosmaeria och familjen Polymastiidae. Arten är reproducerande i Sverige. Inga underarter finns listade i Catalogue of Life.